# Vortex Records
Vortex Records war ein US-amerikanisches Jazz-Plattenlabel, das Mitte bis Ende der 1960er Jahre bestand.
Das Jazzlabel Vortex wurde von Herbie Mann betrieben, während er bei Atlantic Records unter Vertrag war. Sowohl Vortex als auch Herbie Manns weiteres Embryo-Label wurden von Atlantic vertrieben. Mann produzierte Aufnahmen von Chick Corea (sein Debütalbum Tones for Joan’s Bone, 1966), Roy Ayers, Robin Kenyatta (Until), Leo Wright, Dave Pike, Byard Lancaster (It’s Not Up To Us,  1968), Joe Zawinul (The Rise & Fall of the Third Stream, 1968) und Sonny Sharrock (Black Woman, 1969). Auf Vortex erschienen auch die ersten drei Alben des Pianisten Keith Jarrett, Life Between the Exit Signs, Restoration Ruin und Somewhere Before.